# Andrew B. Sterling
Andrew B. Sterling (26. srpna 1874 New York – 11. srpna 1955 Stamford) byl americký textař.

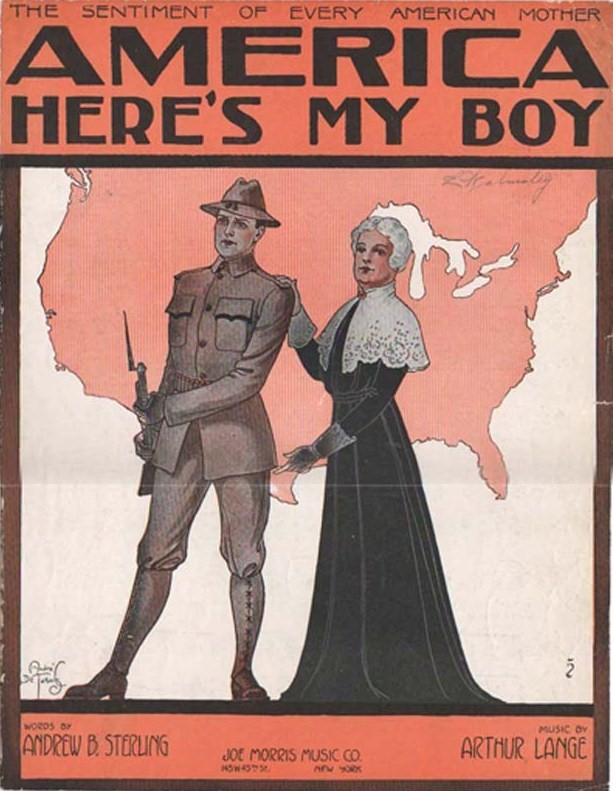
Notový přebal, 1917

## Život
Narodil se dne 26. srpna 1874 v New Yorku. Po dokončení střední školy začal psát písně a vaudeville. Významnou událostí se stala jeho schůzka se skladatelem Harrym Von Tilzerem v roce 1898. Jejich partnerství v oblasti písní vydrželo téměř 30 let.
Spolupracoval i s dalšími osobnostmi, mimo jiné s Arthurem Langem, Gusem Edwardsem, Berniem Grossmanem, M. K. Jeromem, Williamem Jeromem, Frederick Allen Mills, s bratrem Raymondem Sterlingem, Rayem Hendersonem, Edwardem Moranem a Bartley Costellou.
Napsal písně Meet Me in St. Louis, Louis (1904) a Wait 'Till the Sun Shines, Nellie (1905). Píseň America, Here's My Boy napsal pro Peerless Quartet v roce 1917 po vstupu USA do první světové války. Společně s Von Tilzerem a W. Jeromem napsal píseň On the Old Fall River Line. S Von Tilzerem spolupracoval na klasické písni Pick Me Up and Lay Me Down in Dear Old Dixieland. Mezi další písně, k nimž napsal celý text nebo jen část, patří After the War is Over (1918) a When My Baby Smiles at Me (1920).
Zemřel 11. srpna 1955 ve Stamfordu ve státě Connecticut.
V roce 1970 byl uveden do Songwriters Hall of Fame.

## Vybraná díla
- S Von Tilzerem, My Old New Hampshire Home, 1898
- S Arthurem Langem, A Mother's Prayer for Her Boy Out There, New York: Joe Morris Music Co, 1917. OCLC 892504792
- S Arthurem Langem, America, Here's My Boy, New York: Joe Morris Music Co, 1917. OCLC 9892806
- S Von Tilzerem a W. Jeromem, On the Old Fall River Line
- S Von Tilzer, Pick Me Up and Lay Me Down in Dear Old Dixieland
- Von Tilzer, Harry, a Andrew B. Sterling. Under the American Flag. New York: Harry Von Tilzer Music Pub. Co, 1915. OCLC 40708342
- Wait 'till the Sun Shines, Nellie, 1915
- S Arthurem Langem, What'll We Do With Him Boy's?. New York: Joe Morris Music Co., 1918. OCLC 40913604
- S Arthurem Langem, Bernie Grossmanem, a Starmerem. We're Going Over the Top. New York: Joe Morris Music Co, 1918. OCLC 47374626
- Von Tilzer, Harry, a Andrew B. Sterling. You'll Have to Put Him to Sleep with the Marseillaise and Wake Him Up with a Oo-La-La. New York: Harry Von Tilzer Music Co., 1918. OCLC 892505011
- S Charlesem B Wardem, Strike Up The Band (Here Comes a Sailor)